# Plan-de-Cuques
Plan-de-Cuques település Franciaországban, Bouches-du-Rhône megyében. Lakosainak száma 11 504 fő (2022. január 1.). Plan-de-Cuques Allauch, Mimet, Simiane-Collongue és Marseille községekkel határos.

## Népesség
A település népességének változása:
| Lakosok száma | 5183 | 8119 | 10 503 | 10 536 | 10 896 | 10 464 | 10 934 | 11 481 | 11 522 | 11 504 |
|               | 1968 | 1982 | 1999   | 2006   | 2012   | 2015   | 2017   | 2018   | 2020   | 2022   |